# Bod obnovy
Bod obnovy (anglicky Restore Point [rɪˈstɔː(r) pɔɪnt]) je evropský koprodukční vědeckofantastický snímek s kriminální zápletkou z roku 2023. Režíroval jej debutující Robert Hloz, jenž se spolu s Tomislavem Čečkou a Zdeňkem Jecelínem podílel na scénáři. Bod obnovy měl světovou premiéru v červnu 2023 v Jižní Koreji a českou předpremiéru měsíc nato, na 57. ročníku Mezinárodního filmového festivalu v Karlových Varech; tuzemský distributor, společnost Bioscop, jej uvedla do kin 21. září 2023. V zahraničí prodává promítací práva XYZ Film, jež plánuje uvedení do severoamerických promítacích sálů na leden 2024.

## Synopse
Děj se odehrává v Praze budoucnosti (rok 2041), v časech závratné kriminality, kdy mají lidé ústavou zaručené právo prožít celý svůj život. Vědecký pokrok zajistí způsob, jak oživit zavražděné osoby, či oběti nehod; podmínkou je registrace a pravidelné zálohování své osobnosti (tvorba bodu obnovy). Technologii však lze zneužít či vypnout, z čehož vychází námět detektivní linky filmu.

## Obsazení
| Andrea Mohylová    | Em Trochinowská      |
| Matěj Hádek        | David Kurlstat       |
| Václav Neužil ml.  | Agent Mansfeld       |
| Milan Ondrík       | Viktor Toffer        |
| Karel Dobrý        | Rohan                |
| Agáta Kryštůfková  | Petra                |
| Katarzyna Zawadzka | Kristina Kurlstatová |
| Jan Vlasák         | Kapitán              |
| Iveta Dušková      | Dudková              |
| Richard Stanke     | Richard              |
| Adam Vacula        | Peter Trochinowski   |
| Jan Jankovský      | Jan Zima             |
| Lech Dyblik        |                      |
| Lucie Štěpánková   | Rohanova asistentka  |
| Daniel Rouha       | reportér             |
| Tereza Richtrová   | reportérka           |
| Maxim Hendrych     | chlapec po oživení   |
| Zdenka Goricev     | plačící matka        |

## Výroba
Snímek vznikal od původního námětu režiséra Roberta Hloze a scenáristy Tomislava Čečky téměř devět let. Od počátku je provázely produkční potíže s financováním náročného projektu s debutujícím režisérem. Natáčelo se převážně v exteriérech Prahy, nicméně snímek představuje neurčitou metropoli budoucnosti. Rozpočet filmu činil 45 milionů korun, na kterém se podíleli producenti z Čech, Slovenska, Polska a Srbska. Digitální triky vytvořila společnosti Magiclab. Do hlavní role detektiva Em Trochinowské byla vybrána převážně divadelní herečka Andrea Mohylová. Pro střih filmu byl osloven polský střihač Jaroslaw Kamiński (Ida, Studená válka, Zátopek), závěrečnou skladbu filmu nahráli Vladimir 518 a Katarzia.

## Kritika
- Mirka Spáčilová, MF DNES / iDNES.cz  60 %[7]
- Věra Míšková, Právo  65 %[8]
- Marcel Kabát, Lidové noviny[9] / Lidovky.cz[5]
- Pavel Sladký, Radiožurnál[10]
- The Guardian označil film za "kompetentní kopii, ale jednoznačně syntetickou", "slepenou z mnoha vykradených částí" a "nepokusil se najít svůj vlastní filozofický pohled" a udělil mu tři z pěti hvězdiček. [11]
- Kamil Fila uvádí "Asi bych nabízené dílo chápal nejlépe jako showreel pro další, větší produkci." Kinobox.cz[12]

### Ocenění
Film byl nominován na 8 Českých lvů 2023. Z nichž 4 nominace vyhrál, a to: Nejlepší kamera, Nejlepší střih, Nejlepší zvuk a Nejlepší filmová scénografie. Film dále získal Cenu filmových fanoušků, což je nestatutární cena.